# Shibasaburō Kitasato
Shibasaburō Kitasato (jap. 北里柴三郎 Kitasato Shibasaburō; ur. 29 stycznia 1853, zm. 13 czerwca 1931) – japoński lekarz i bakteriolog. Pracując w Hongkongu w 1894 r., określił czynnik zakaźny dżumy, niemal równocześnie z Alexandre'm Yersinem.